# جورج لونغ
جورج لونغ (بالإنجليزية: George Long)‏ (5 نوفمبر 1993 بشفيلد في المملكة المتحدة - ) هو لاعب كرة قدم بريطاني في مركز حراسة المرمى. شارك مع منتخب إنجلترا تحت 18 سنة لكرة القدم. أما مع النوادي، فقد لعب مع أكسفورد يونايتد وشيفيلد يونايتد ونادي ماذرويل.

## وصلات خارجية
- جورج لونغ على موقع قاعدة بيانات كرة القدم.إي يو (الإنجليزية)
- جورج لونغ على موقع Soccerbase.com (لاعب) (الإنجليزية)
- جورج لونغ على موقع Soccerway.com (الإنجليزية)
- جورج لونغ على موقع عالم كرة القدم.نت (الإنجليزية)